# Uwe Müller (Fußballspieler, Oktober 1963)
Uwe Müller (* 16. Oktober 1963 in Langenselbold) ist ein ehemaliger deutscher Fußballspieler. Bei Eintracht Frankfurt hat der Mittelfeldspieler von 1982 bis 1988 in der Fußball-Bundesliga 131 Ligaspiele absolviert und 18 Tore erzielt. Daneben kam er von 1988 bis 1997 auf 235 Partien in der Österreichischen Bundesliga für Admira Wacker Wien und FK Austria Wien.

## Laufbahn
Mit 15 Jahren kam Uwe Müller von seinem Heimatverein SpVgg 1910 Langenselbold aus dem östlichen Rhein-Main-Gebiet in die Jugendabteilung von Eintracht Frankfurt. Er entwickelte sich stetig weiter und kam über die hessische auch in die Jugendauswahl des DFB. Mit der Eintracht-Jugend gewann er zwei deutsche Meistertitel: Am 13. Juli 1980 in Gelsenkirchen mit 2:1 gegen den FC Schalke 04 die B-Juniorenmeisterschaft und am 17. Juli 1982 in Karlsruhe die A-Juniorenmeisterschaft mit 2:0 gegen den VfB Stuttgart. Als Trainer Helmut Senekowitsch am sechsten Spieltag, den 18. September 1982, letztmals die Eintracht betreute, ab dem 19. September übernahm Branko Zebec den Trainerposten bei den Hessen, debütierte Müller bei einer 0:4-Auswärtsniederlage beim FC Bayern München in der Bundesliga. Er bildete im Olympiastadion mit Werner Lorant, Ralf Falkenmayer und Bernd Nickel das Mittelfeld und die Eintracht stand mit 2:10 Punkten auf dem 17. Rang. Am Rundenende belegten Müller und Kollegen den 10. Rang und der Nachwuchsspieler hatte in 16 Einsätzen drei Tore in der Bundesliga erzielt. In seiner zweiten Saison, 1983/84, erlebte er im Oktober 1983 einen erneuten Trainerwechsel, jetzt von Zebec hin zu Dietrich Weise. Müller war in 20 Ligaspielen im Einsatz gewesen und hatte vier Tore erzielt. Die Elf vom Riederwald belegte den 16. Rang und musste zwei Relegationsspiele gegen den MSV Duisburg bestreiten. In Duisburg setzte sich die Eintracht mit 5:0 durch, im Heimspiel trennte man sich 1:1 und Müller hatte in beiden Spielen je ein Tor erzielt. In seiner dritten Bundesligasaison, 1984/85, zählte der Mittelfeldspieler und Angreifer mit 32 Ligaeinsätzen und sechs Toren zum engen Kreis der Stammspieler und belegte unter Trainer Weise den 12. Rang. Im DFB-Pokal schied Müller am 21. November 1984 mit seinen Mannschaftskameraden nach einer 2:4-Niederlage nach Verlängerung bei Borussia Mönchengladbach aus. Er hatte in der 86. Spielminute den Ausgleich zum 2:2 für die Eintracht erzielt. In dieser Saison absolvierte das Offensivtalent der Eintracht auch vier Spiele in der Juniorenmannschaft U 21 des DFB bei Länderspielen gegen Schottland (1:2), Schweden (1:0), Bulgarien (2:0) und der Tschechoslowakei (1:1); seine ersten zwei Berufungen in diese DFB-Auswahl hatte er bereits in der Saison 1983/84 erhalten.
Nach der Saison 1987/88, Müller bestritt am 14. Mai 1988 bei einem 3:3-Heimremis gegen Hannover 96 sein letztes Bundesligaspiel für die Eintracht, als er in der 60. Minute für von Trainer Karlheinz Feldkamp für Michael Kostner eingewechselt wurde, beendete er seine Tätigkeit in Frankfurt und vollzog den Wechsel ins Ausland. Im DFB-Pokal war er in den zwei Spielen gegen den FC Schalke 04 (3:2) und Bayer Uerdingen (4:2) zum Einsatz gekommen.
Zur Saison 1988/89 wechselte er nach Österreich und schloss sich dem FC Admira/Wacker Wien an. Er wurde an der Seite von Mitspielern wie Walter Knaller, Gerhard Rodax und Fred Schaub auf Anhieb Vizemeister und absolvierte 36 Ligaspiele, wo er drei Tore erzielte. Im Cup-Wettbewerb drang er in die Finalspiele vor, verlor aber mit seiner Mannschaft in der Gesamtwertung gegen Tirol mit 4:6. Müller zog auch noch in den Jahren 1992 und 1996 mit Admira/Wacker in das Cup-Finale ein, verlor aber auch diese Endspiele. Nach insgesamt 234 Ligaspielen mit 16 Toren beendete der Hesse nach seinem Einsatz am 7. September 1996 gegen die SV Ried (2:1) seine Karriere in Wien und schloss sich von Januar bis Juni 1997 noch dem SC Eisenstadt an, ehe er nach der Saison 1997/98 beim FV Steinau und Eintracht Oberissigheim im Januar 2002 als Spielertrainer zu seinem Heimatverein nach Langenselbold zurückkehrte, wo er bis 2009 aktiv war.
Seit 2002 ist er zudem Trainer bei der Fußballschule von Eintracht Frankfurt. Seit Sommer 2010 ist Müller Trainer des VfR 09 Meerholz.